# Völgységi-patak
A Völgységi-patak vízfolyás a baranyai Keleti-Mecsekben, illetve Tolna vármegye déli részében. A Kelet-Mecsek északi részének fő vízgyűjtője, a Völgység kistáj legnagyobb vízfolyása.
A Hármashegy északi oldalán fekvő Takanyó-völgy feletti forrásokból ered – közülük egyik a Csengő-forrás –, a fő forráságat illetően nincs konszenzus.
Hossza mintegy 53 kilométer, medrét egészen Máza határáig nem szabályozták. Malomárkok kísérték, amelyeket legtöbb helyen már feltöltöttek, de egyes helyeken még mindig láthatók.
Egyes források vízgyűjtőjéhez kapcsolták a történeti Völgység tájegységet, illetve a valamikori Völgységi járást.

## Egyéb nevei
Kárásznál népi neve Gát, Vadárok. Bonyhád környékén Határárok néven is ismert. Szászváron Nagy-gát a neve. 

## Vízrajza

### Nyomvonala
Három ágból ered. A legnagyobb a Hidasi-völgy patakja, közepes hozamú a csengő-hegyi ág és a legkisebb a Zobákpuszta felől érkező vízfolyás. A vízgyűjtőn igen sok forrás ered, mint például a hidasi-völgyi látványos Csurgó, amelynek vize malm kori szaruköves, kovasavas, táblás, fehér mészkőből ered.  
A patak észak–déli, majd kelet–nyugati irányú törésvonalon halad és Magyaregregy környékétől Szárászig egybegyűjti a környező vizeket. Hidasnál az Óbánya és Mecseknádasd felől érkező Öreg-patak és egyéb patakok ömlenek bele, Bonyhádnál a Majosi és Apari-patak, Kakasdnál a Rák-patak. 
Sióagárd és Szekszárd között ömlik a Sió és a Sárvíz egyesített csatornájába.

### Vízgyűjtő területe
Vízgyűjtő területe 555 km². Keletről a Lajvér, délről a Karasica és a Pécsi-víz, nyugatról a Baranya-csatorna, északról a Sió közvetlen vízgyűjtői határolják. 

### Élővilága
A patakból bizonyítottan kifogott halak:
- Domolykó (Leuciscus cephalus)
- A védett kövi csík (Barbatula barbatula). Ezt a halat a Mecsekben és környékén eddig egyedül a Völgységi-patakban találták meg.
- Fenékjáró küllő (Gobio gobio)
- Fürge cselle (Phoxinus phoxinus)'1
- Naphal (Lepomis gibbosus)[5]

## Települések a patak mentén

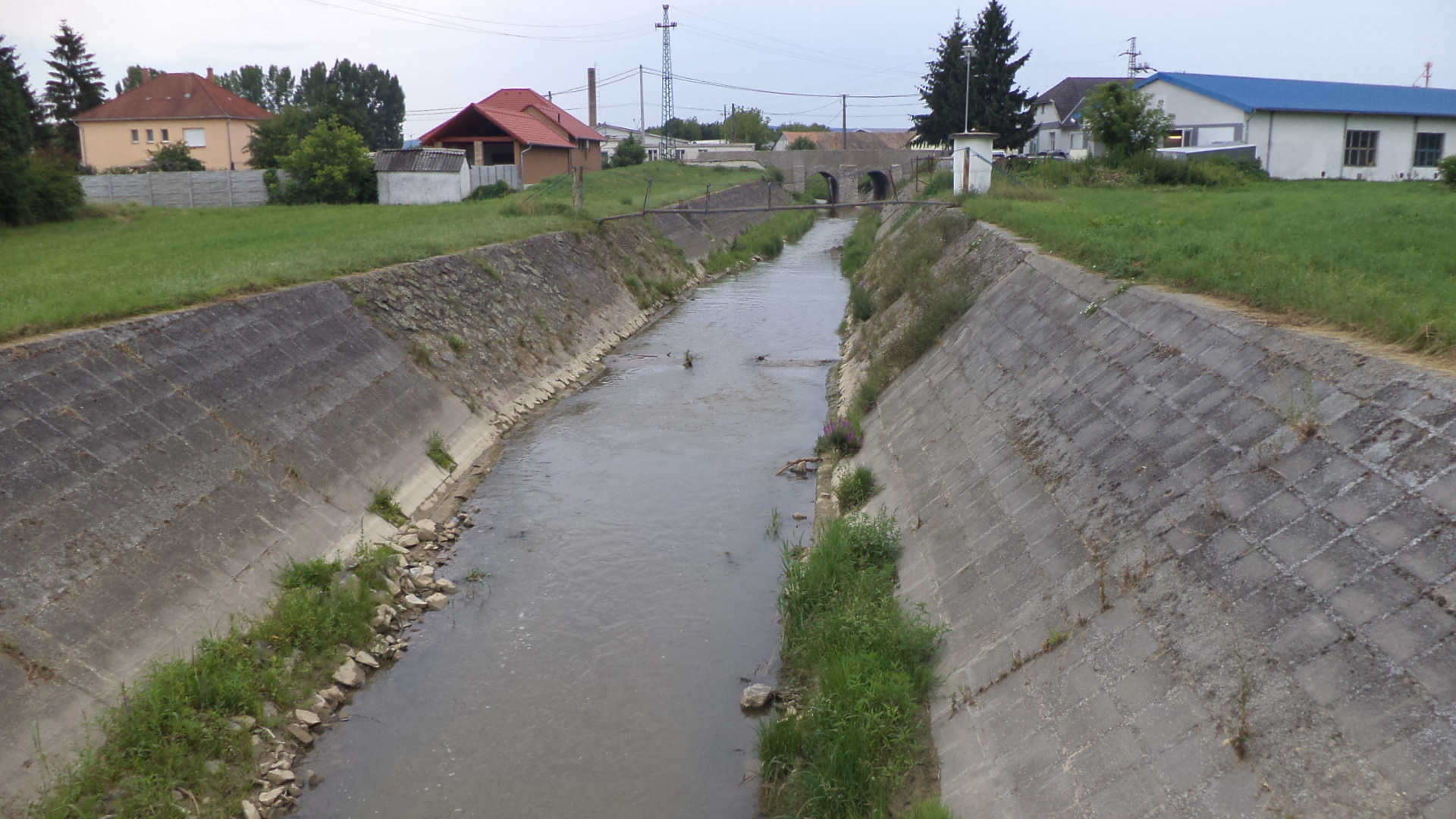
A Völgységi-patak Bonyhádnál

- Zobákpuszta
- Magyaregregy
- Kárász
- Vékény
- Szászvár
- Máza
- Váralja
- Nagymányok
- Hidas
- Bonyhád
- Szentgálszőlőhegy (Zomba része)

## Árvíz
Vízszintje nagy esőzések után úgy meg tud emelkedni, hogy néha árvízveszélyt okoz és védekező intézkedéseket kényszerít ki többek közt Szászvár, Kárász, Magyaregregy és Bonyhád környékén.